# Toni Harrer
Toni Harrer (* 10. Juni 1996) ist ein österreichischer Fußballspieler.

## Karriere
Harrer begann seine Karriere bei der SV Mattersburg. 2010 kam er in der AKA Burgenland, in der er bis 2014 spielte. Im April 2013 stand er gegen die Amateure des FK Austria Wien erstmals im Kader der Amateure von Mattersburg. Im Mai 2013 für diese in der Regionalliga, als er am 25. Spieltag der Saison 2012/13 gegen den SKU Amstetten in der Startelf stand und in der 59. Minute durch Sebastian Leszkovich ersetzt wurde. Mit Mattersburg II stieg er 2015 in die Landesliga ab.
Im April 2016 stand Harrer gegen den Wolfsberger AC erstmals im Kader der Profis von Mattersburg, wurde allerdings nicht eingesetzt. Im April 2017 erzielte er bei einem 7:0-Sieg gegen den ASKÖ Klingenbach seinen ersten Treffer für Mattersburg II in der Landesliga.
Zur Saison 2017/18 wechselte er zum SV Stegersbach. Für Stegersbach absolvierte er bis zur Winterpause jener Saison 15 Spiele in der Landesliga und erzielte dabei zwei Tore. Im Jänner 2018 schloss er sich dem Regionalligisten SV Lafnitz an. Mit Lafnitz stieg er im selben Jahr in die 2. Liga auf. Sein Debüt in der zweithöchsten Spielklasse gab er im August 2018, als er am dritten Spieltag der Saison 2018/19 gegen den SKU Amstetten in der Startelf stand.
Im Jänner 2019 wechselte er zum Regionalligisten SC Neusiedl am See. Für Neusiedl kam er zu 28 Regionalligaeinsätzen. Im Jänner 2020 schloss er sich dem viertklassigen ASV Siegendorf an. Für Siegendorf absolvierte er sieben Partien in der Burgenlandliga.
Zur Saison 2021/22 wechselte er zum Regionalligisten 1. Wiener Neustädter SC. Für die Niederösterreicher machte er elf Spiele in der Ostliga. Im Jänner 2022 wechselte er innerhalb der Liga zum ASV Draßburg, bei dem er auch in der zweiten Mannschaft mit Spielbetrieb in der sechstklassigen 1. Klasse Mitte aktiv war.
Im Sommer 2023 wechselte er zur zweiten Mannschaft des SV Forchtenstein und ist seit dem nachfolgenden Sommer bei keinem Verein mehr aktiv.